# St. Petrus zu den Ketten (Elze)

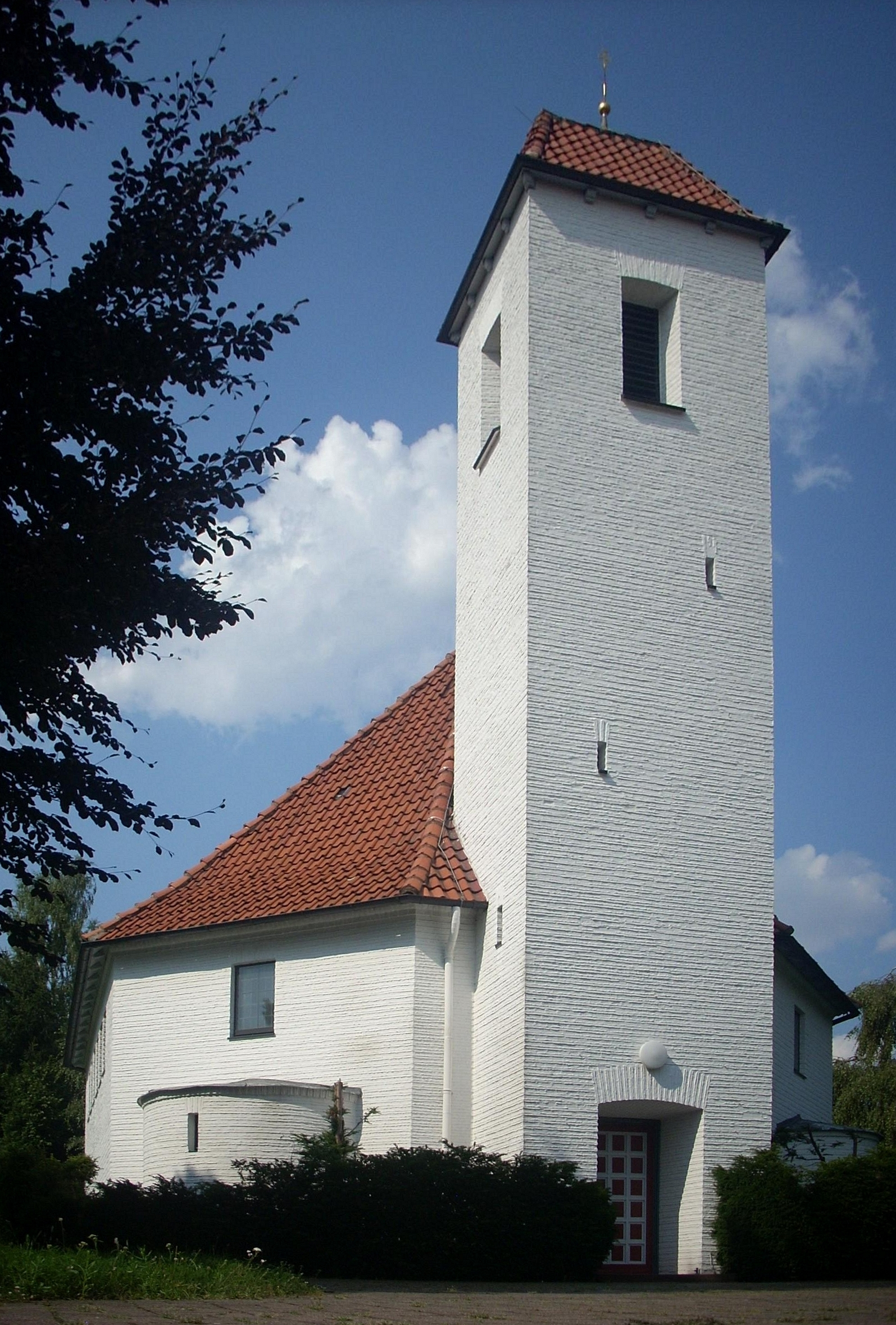
St. Petrus zu den Ketten

St. Petrus zu den Ketten ist die katholische Kirche von Elze im Landkreis Hildesheim. Sie befindet sich in der Schmiedetorstraße 24 und gehört zur Pfarrgemeinde St. Joseph mit Sitz in Gronau, im Dekanat Alfeld-Detfurth des Bistums Hildesheim.
Erst 1936, lange nach Gronau und Mehle, bekam das seit der Reformation evangelische Elze wieder ein katholisches Gotteshaus. Dabei handelte es sich um eine kleine Kapelle, die am 15. August 1936 von Bischof Joseph Godehard Machens geweiht wurde.

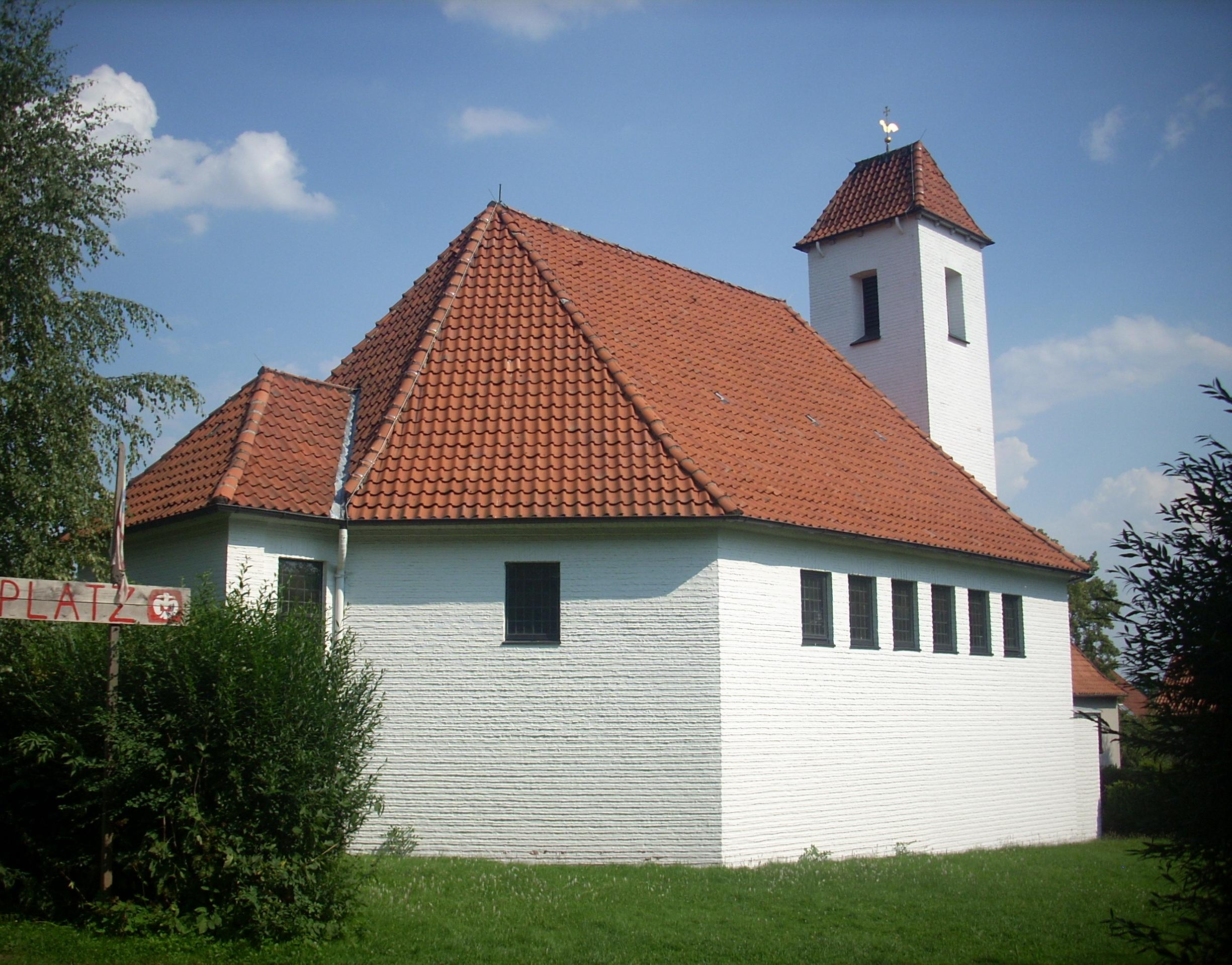
Nordwestansicht

1953 wurde sie von Josef Fehlig zur heutigen Gestalt erweitert: eine weiß verputzte Saalkirche in der Form eines gestreckten Achtecks mit quadratischem Glockenturm und rechteckigem Altarraum. Am 25. Oktober 1953 wurde sie von Weihbischof Johannes Bydolek geweiht. Die Ausstattung wurde nach der Liturgiereform erneuert.
Das Petrus-Patrozinium knüpft an die alte, seit der Reformation lutherische Elzer Kirche an, die von Karl dem Großen als Bischofssitz gegründet worden war und unter Ludwig dem Frommen diese Bestimmung an Hildesheim abgeben musste. Mit den Ketten sind die gemeint, die der Apostel bei seiner Befreiung aus dem Jerusalemer Kerker zurückließ (Apg 12,6.7 ) und die in San Pietro in Vincoli in Rom verehrt werden (Festtag 1. August).
Ab dem 1. Juli 1957 war Elze eine selbstständige Kirchengemeinde (Kuratiegemeinde), zuvor war Elze eine zur Pfarrei St. Marien in Mehle gehörende Pfarrvikarie.
Seit dem 1. Dezember 2002 gehört die Kirche zum damals neu gegründeten Dekanat Alfeld-Detfurth, zuvor gehörte sie zum Dekanat Alfeld-Gronau. Seit dem 1. November 2006 gehört die Kirche in Elze zur Pfarrei St. Joseph. Heute wird der Erhalt der in rund 97 Meter Höhe über dem Meeresspiegel gelegenen Kirche vom Förderverein St. Petrus in vinculis Elze-Mehle unterstützt.